# 2011年温哥华史丹利杯赛后骚乱事件
2011年温哥华史丹利杯赛后骚乱事件是2011年6月15日发生在加拿大不列颠哥伦比亚省温哥华市中心的一次骚乱。事件起源于2011年史丹利杯冰球赛温哥华加人队在决赛第七場（亦即最後一場）賽事中输给波士顿棕熊队。騷亂中有最少140人受傷，當中包括9名警員，至少四人被利器刺傷。當晚共有101人被捕，其後再有16人被捕。類似的骚乱也曾于1994年史丹利杯決賽中温哥华加人队输给纽约游骑兵队之后发生。

## 背景
史丹利杯冰球決賽期間，溫哥華市政府每逢賽事進行當晚將鄰近羅渣士體育館的一段佐治街封閉給行人專用，並在街上設立兩個大型電視屏幕讓球迷欣賞賽事。警方在行人專用區外圍設立檢查站以控制人流，若發現有意進入行人專用區的民眾攜帶酒精飲品的話則當場將之充公。當局吸取了1994年史丹利杯騷亂的教訓，下令市中心一帶的酒舖在賽事開始前數小時關門。決賽頭六場賽事舉行時，每晚約有7萬人在行人專用區內觀賞賽事，秩序大致良好；另外2010年冬季奧運會期間當局亦曾在市中心順利實施類似但較小型的安排。決賽第七場賽事舉行當日，約有10萬人湧到行人專用區，當中不少人順利繞過警方檢查站進入會場。
第七場比賽期間因球證多次對溫哥華加人不利的誤判及波士頓棕熊多次的犯規而球證卻視而不見（其中一個進球更加是波士頓棕熊球員侵犯溫哥華加人球員情況下進的），致使溫哥華加人最後慘敗給波士頓棕熊4-0。比賽之後場外的球迷情緒非常激動，因而引發今次事件。

## 騷亂經過

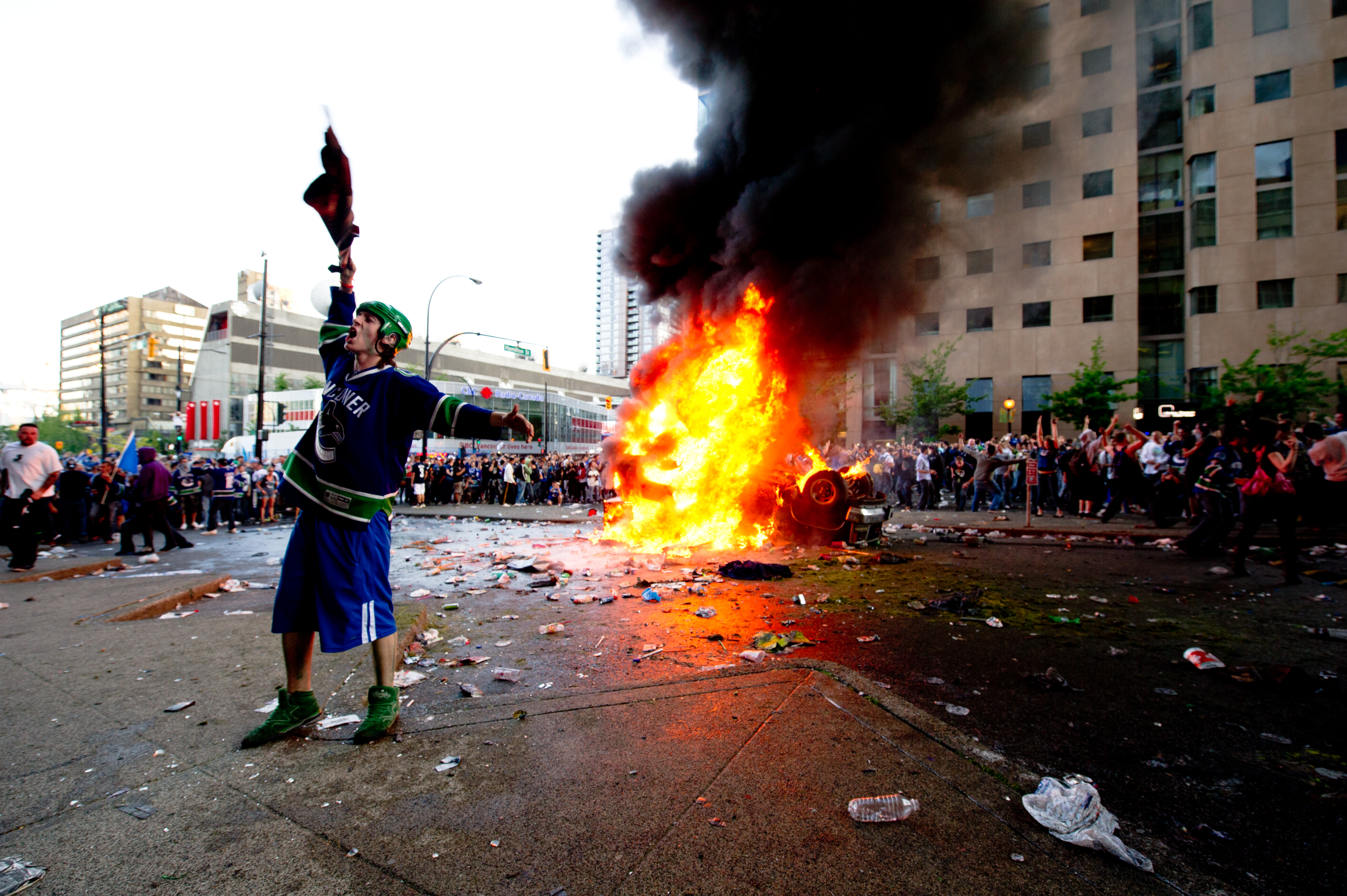
一名騷亂參與者在一輛被縱火的汽車前高呼

隨著賽事於晚上7時45分結束，部分在場觀眾開始將水樽和其他雜物扔往大屏幕，騷亂亦開始成形。有人將旗幟和球衣縱火，而加拿大郵政公司大樓門外一輛汽車亦被推翻。有目擊者表示一班人在賽事第一局時已高呼「去動亂吧」（"Let's go riot, let's go riot"），而這班人後來亦有份推倒第一輛汽車。第一輛汽車被推倒後，民眾跳到車上，其後將之縱火。附近另一輛汽車亦被縱火，消防員將火種撲滅後，該輛汽車被推翻並再度被縱火。兩輛停在附近一個停車場的溫哥華市警警車亦被縱火。騷亂中合共有17輛汽車被燒毀。佐治西街沿途一間銀行和數間商舖的窗戶被毀，部分商戶的貨品亦被人搶掠。騷亂人士被防暴警驅離佐治西街後轉入固蘭湖街和洛遜街，並進一步破壞沿途商戶。過程中一名波士頓棕熊球迷更加被溫哥華加人球迷從高處推下重傷，情況嚴重。
運輸聯線旗下駛經該帶的巴士綫被逼改道或停駛，而警方則封鎖通往市中心橋樑的行車綫，以便民眾離開市中心及阻截進城人流。到了午夜，市中心內大部分民眾已被驅散。溫哥華市警在騷亂期間拘捕了101人。

## 後續

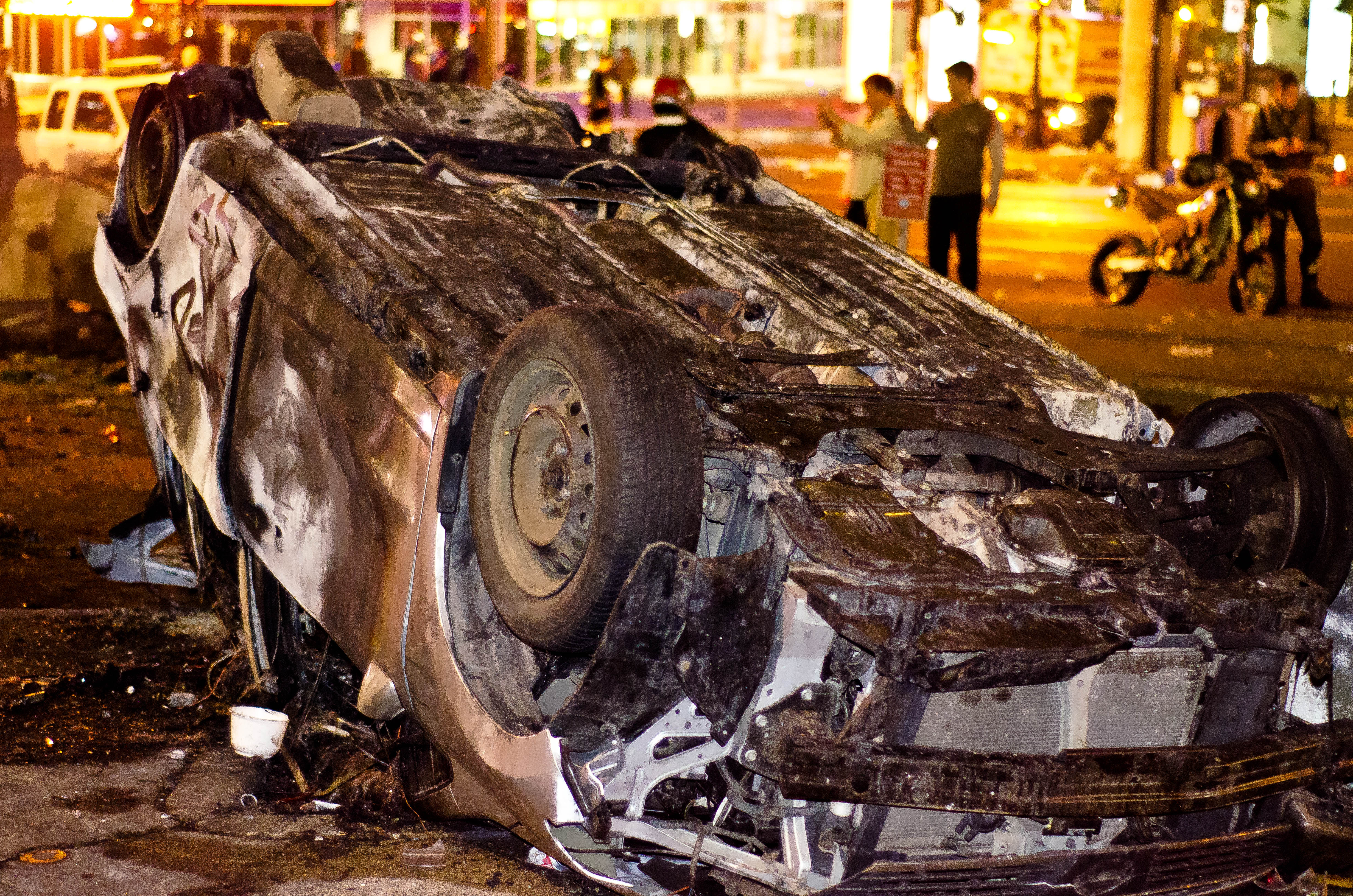
一輛被推翻和燒毀的汽車

### 反應
溫哥華市長羅品信將騷亂歸咎於「一小撮滋事者」（"a small group of troublemakers"）。溫哥華警察局長朱小蓀則指騷亂的始作俑者是假扮成球迷的「罪犯和無政府主義者」（"criminals and anarchists"），但這些言論卻被部分人批評是警隊將責任卸在別人身上。1994年史丹利杯騷亂調查報告的作者指出當局在事前計劃方面有欠妥善，如允許車主將汽車泊在大屏幕附近，又沒有移走報紙販賣箱等可用作武器的物件。

### 財物損失
初步估計騷亂引致的損失約有420萬元，被搶掠的大型連鎖商戶包括哈德遜灣公司、西爾斯百貨和倫敦藥房等。

## 外部連結
- Hockey Riot 2011（页面存档备份，存于） - 溫哥華警察局網站 2011年騷亂專頁